# زنان به پیش
زنان به پیش (به انگلیسی: Lean In: Women, Work, and the Will to Lead) نام کتابی از شریل سندبرگ، مدیر ارشد عملیات فیس‌بوک است.
زنان به پیش علاوه‌بر این‌که بر شهرت نویسنده‌اش افزود، به فیسبوک نیز کمک شایانی کرده‌است.
شریل سندبرگ در کتاب زنان به پیش می‌گوید دلیل عقب ماندن زنان از موقعیت‌های کلیدی این است که شجاعت رسیدن به خواست‌های‌شان را ندارند و زود پای‌شان را از روی گاز برمی‌دارند. کتاب شریل سندبرگ در کوتاه‌ترین زمان، از پرفروش‌ترین‌ها در بازار کتاب آمریکا شده‌است. برخی این کتاب را مانیفست جدید مبارزه زنان می‌دانند.